# Osman Kulenović
Osman Kulenović (Rajnovci kraj Kulen Vakufa 15. prosinca 1889. – Zagreb, 7. lipnja 1947.), hrvatski političar i pravnik.

## Životopis

### Rani život i mladost
Rodio se u Rajnovcima kraj Kulen Vakufa, 1889. godine. Potječe iz bogate begovske obitelji. Za vrijeme gimnazijskih dana ističe se kao Hrvat, a dolaskom na Zagrebačko sveučilište se priključuje starčevićancima. Tu mu je sveučilištni suučenik i prijatelj bio budući poglavnik, Ante Pavelić. Za vrijeme austrougarske vladavine bio je jedan od najmlađih zastupnika u Zemaljskom saboru. Pravo je diplomirao u Beču 1917. godine, te doktorirao. Početkom 1920-ih godina bio je kotarski predsjednik u Kotor Varošu, ali je zbog hrvatstva bio smijenjen. Tada je (1923. godine) otvorio odvjetnički ured u Bihaću.

### NDH
Nakon proglasa NDH-a na poziv poglavnika dr. Ante Pavelića odlazi u Zagreb, gdje je 16. travnja 1941. godine imenovan za dopredsjednika Vlade. Početkom svibnja 1941. godine Banja Luka je, uz Zagreb i Sarajevo, postala jedno od glavnih središta države, pa je poglavnik kanio tamo preseliti i druge podvlade. U tom se cilju Dopredsjedništvo Vlade i seli iz Zagreba u Banju Luku, gdje nastavlja raditi. Kulenović prima stranke, obilazi bosanske gradove i među narodom politički djeluje. 
Tajnik kabineta bio mu je urednik Muslimanske svijesti Munir Šahinović. 
Poglavnika Pavelića Kulenović obavještava o pokoljima koja izvršavaju Srba. K Poglavniku je vodio i poklonstveno izaslanstvo muslimana. Poslije tri mjeseca je podnio ostavku, koju je Poglavnik usvojio tek u jesen, imenovavši na mjesto dopredsjednika njegova brata Džafera (a Dopredsjedništvo Vlade je od studenog opet u Zagrebu). Kulenović je bio u izaslanstvu NDH-a u Rimu, gdje su 18. svibnja 1941. godine Poglavnik i Benito Mussolini potpisali Rimske ugovore.
U studenome 1941. godine je postavljen za poslanika i opunomoćenog podvladonosca u Podvladi vanjskih poslova NDH-a. Bio je na proslavi godišnjice NDH-a 1942. i na dočeku jeruzalemskog muftije El Huseinija u svibnju 1943. godine, nakon čega je umirovljen. Od tada do kraja rata je živio u Zagrebu.

### Slom NDH i smrt
Iz Zagreba je krenuo 6. svibnja 1945. godine s ostalim dužnosnicima NDH-a u Austriju. Predali su se britanskoj vojsci koja ih je smjestila u zarobljenički logor. S Kulenovićem između 130 visokih dužnosnika bili su i dr. Mile Budak, Ademaga Mešić, dr. Pavao Canki, dr. Julije Makanec i drugi. Njih je britanska vojna policija uvjerila kako će biti prebačeni u Italiju no ipak su u Rosenbachu na željezničkoj postaji ukrcani u vlak te 10. listopada 1946. godine bili izručeni jugoslavenskim vlastima. Na saslušanju u UDB-i 20. ožujka 1947. godine Kulenović je izjavio da je NDH 1941. godine smatrao povijesnim ostvarenjem hrvatske težnje za vlastitom državom, a nacistički i fašistički sponzori te države Njemačka i Italija nisu ga "smetali da se primi potpredsjedništva vlade, jer mi nije bilo stalo iz čijih ruku ćemo mi Hrvati primiti slobodnu državu". U Zagrebu je sa skupinom dužnosnika NDH, na čelu sa Slavkom Kvaternikom, osuđen na smrt.